# NNDB
Notable Names Database (NNDB) er en online database af biografiske detaljer på over 40.000 notable personer. NNDB beskriver sig selv som en "intelligence aggregator" for dem den vurderer til at være bemærkselsværdige nok, men mest for at identificere forbindelser mellem folk.

## Ekstern henvisning
- NNDB – officiel hjemmeside

| Internet | Spire Denne internet-relaterede artikel er en spire som bør udbygges. Du er velkommen til at hjælpe Wikipedia ved at udvide den. |